# Bouanzé
Bouanzé (en arabe : بوعنز) est une commune rurale du sud de la Mauritanie, située dans le département d'Ould Yengé de la région de Guidimakha.

## Géographie
La commune de Bouanzé est située dans la région de Guidimakha, au sud de la Mauritanie. Elle est positionnée au nord-ouest dans le département d'Ould Yengé et elle s'étend sur 539 km2.
Elle est délimitée au nord par les communes de Souve et de Legrane, à l’est par la commune de Lahraj, au sud par la commune de Dafort, à l’ouest par les communes d'Ould M'Bonny et Terguent Ehl Moulaye Ely.

## Histoire
Bouanzé a été érigée en commune par l'ordonnance du 20 octobre 1987 instituant les communes de Mauritanie. Bouanze  a été fondée en 1920 par les différents clans : Cisse, Camara.

## Démographie
Lors du Recensement général de la population et de l'habitat (RGPH) de 2000, Bouanzé comptait 6 905 habitants.
Lors du RGPH de 2013, la commune en comptait 11 047, soit une croissance annuelle de 3,9 % sur 13 ans.

## Administration
Bouanzé fait partie depuis 2018 de l'arrondissement de Lahraj, dont Lahraj est le chef-lieu. Elle n'était auparavant rattachée à aucun arrondissement. 
La mise en place de ce nouvel arrondissement a été remise en question par de nombreuses personnes car rien ne la justifiait et elle pose problème à de nombreux habitants.

## Économie
L'agriculture est au centre de l'économie de Bouanzé, comme quasiment toutes les communes de la région. Mais cette économie est fragile car elle rencontre des obstacles à son développement, notamment les conditions climatiques ou le manque de moyens des agriculteurs. Pour faire face à ces obstacles, l'état ou différentes ONG financent des projets qui améliorent les conditions de vie des habitants.